# Exocentrus octoalbovittatus
Exocentrus octoalbovittatus är en skalbaggsart som beskrevs av Hunt och Stefan von Breuning 1957. Exocentrus octoalbovittatus ingår i släktet Exocentrus och familjen långhorningar.
Artens utbredningsområde är Zimbabwe. Inga underarter finns listade i Catalogue of Life.